# Microdillus peeli
Microdillus peeli is een zoogdier uit de familie van de Muridae. De wetenschappelijke naam van de soort werd voor het eerst geldig gepubliceerd door de Winton in 1898.